# Othar Turner
Othar Turner (* 2. Juni 1908 in Rankin County, Mississippi; † 26. Februar 2003 in Gravel Springs, Mississippi), bisweilen auch Otha Turner geschrieben, war ein US-amerikanischer Musiker, einer der letzten Meister auf der Fife (deutsch: Schwegel), einem Vorläufer der Querflöte. Der traditionelle Musikstil Fife and Drum gilt als einer der Ursprünge des Blues.
Turner lebte in Gravel Springs als Farmer und Musiker. Bereits als Kind hatte er Mundharmonika gespielt. Mit 16 Jahren hörte er zum ersten Mal die Fife, gespielt von einem Nachbarn namens R. E. Williams. Gegen den Willen seiner Mutter erlernte er das Instrument und schnitt sich seine Flöten selbst aus Schilfrohr. Zu seinen musikalischen Weggefährten gehörten Sid Hemphill und Napolian Strickland, die ebenfalls die Fife spielten.
Mit seiner Band „The Rising Star Fife and Drum Band“, der Freunde und Verwandte angehörten, trat Turner bei lokalen Festen auf. In den 1960ern machten sie erste Aufnahmen, die in verschiedenen Anthologien erschienen. 1978 nahm sie Alan Lomax für seine Dokumentation The Land Where the Blues Began auf.
Mit der Zeit verbreitete sich der Ruf Turners und seiner Musik. Anfang der 1970er spielte er erstmals auf Blues- und Folk-Festivals und machte in einer Fernsehsendung für Kinder mit. Seit den 1950ern hatte Turner sein eigenes jährliches Festival zum Labor Day, das sich vom Familien-Picknick zum Geheimtipp einer wachsenden Fangemeinde entwickelte. Bei diesem Ereignis schlachtete Turner jedes Mal selbst eine Ziege, deren Fleisch er anschließend in einem großen Kessel kochte.
1998 erschien Turners erstes Album Everybody Hollerin' Goat, das begeistert aufgenommen und vom Magazin Rolling Stone als eines der wesentlichen Alben des Jahrzehnts ausgewählt wurde. 2000 folgte das Album From Senegal to Senatobia, das den afrikanischen Ursprüngen der Fife-and-Drum-Musik nachspürte. Der Song Shimmy She Wobble vom Album Everybody Hollerin' Goat war 2002 in Martin Scorseses Film Gangs of New York zu hören.
Othar Turner erhielt in seinen späten Jahren zahlreiche Auszeichnungen. Er starb im Februar 2003 an den Folgen einer Lungenentzündung. Am selben Tag starb seine Tochter Bernice an Krebs. Bei der Totenfeier für die beiden spielte Turners Enkelin Shardé Thomas die Fife, so wie sie es von ihrem Großvater gelernt hatte.